# Lomas de Guadalupe, Zacatecas
Lomas de Guadalupe är en ort i Mexiko.   Den ligger i kommunen Guadalupe och delstaten Zacatecas, i den centrala delen av landet, 500 km nordväst om huvudstaden Mexico City. Lomas de Guadalupe ligger 2 051 meter över havet och antalet invånare är 387.
Terrängen runt Lomas de Guadalupe är en högslätt. Runt Lomas de Guadalupe är det glesbefolkat, med 15 invånare per kvadratkilometer. Närmaste större samhälle är Trancoso, 18,1 km söder om Lomas de Guadalupe. Omgivningarna runt Lomas de Guadalupe är i huvudsak ett öppet busklandskap.